# Autorretrato de cuerpo entero (María Roësset Mosquera)
Autorretrato de cuerpo entero es una pintura de 1912 de María Roësset Mosquera, conocida como MaRo.

## Descripción
Es una pintura de óleo sobre lienzo con unas dimensiones de 176 × 60. Tiene la firma MaRo en el ángulo inferior derecho.
Su autorretrato cuestiona la representación femenina convencional. Es el de una mujer de negro, de mirada penetrante, pelo corto, rizado, y atuendo y proporciones físicas desafiantes.
La artista está de pie frente a un fondo neutro de color rojizo, mostrando al espectador una apariencia de viuda elegante con un toque de extravagancia atractiva. Esta imagen mezcla un interés por el orientalismo con una reverencia por la tradición del retrato barroco español que la autora había estudiado en el Museo del Prado. El retrato está compuesto en un formato longitudinal pronunciado, reflejando la cultura cosmopolita de la autora y aludiendo vagamente a referentes internacionales.

## Historia
Conservado por la familia, fue expuesto al público por primera vez en la retrospectiva de su obra realizada en el Museo de Arte Contemporáneo, antiguo cuartel del Conde-Duque, en 1988. Fue donado en 1993 al Museo del Prado por María Eugenia Soriano Roesset, hija de la pintora. Forma parte de los fondos del Museo Nacional Centro de Arte Reina Sofía desde 2016.
Este cuadro estuvo en la última sala de la exposición Invitadas. Fragmentos sobre mujeres, ideología y artes plásticas en España (1833-1931). Fue colocado en este lugar por su valor simbólico de mirada hacia delante, ya que la autora fue la primera de una familia dedicada al arte. Tras la exposición se expone en las salas del siglo XIX del Museo del Prado.